# Elden Henson
Pour les articles homonymes, voir Henson.
Elden Henson, né le 30 août 1977 à Rockville dans le Maryland, est un acteur américain.

## Biographie
Elden Ryan Ratliff, dit Elden Henson, a trois frères : Garette Ratliff Henson, Erick Ratliff (tous deux acteurs) et Ellington Ratliff (batteur du groupe R5). Henson est le patronyme de sa mère.
Il a étudié à John Burroughs High School à Burbank en Californie.

### Vie privée
Elden Henson a été marié à Kira Sternbach de 2014 à 2018. Ils ont un fils, Dodger.

## Carrière
Elden Henson commence sa carrière à la télévision en 1982 dans As The World Turns, il revient pour un autre épisode en 1985 et obtient également un rôle de figuration dans a série de Steven Spielberg : Histoires fantastiques. Il enchaîne l'année suivante avec une apparition dans Fame.
Il commence sa carrière au cinéma en 1987, où il prête sa voix dans Les Dents de la mer 4 - La revanche. Il fait son retour en 1989 dans Turner et Hooch.
Entre 1992 et 1996, il incarne Fulton Reed dans les films a trilogie Les Petits champions. Il joue également un scout dans The Ben Stiller Show   et obtient un rôle dans Sauvés par le gong : La nouvelle classe en 1996.
En 1999, l'acteur apparaît dans les films Elle est trop bien et La Main qui tue. Il enchaîne l'année suivante avec Seul au monde, Othello 2003 en 2001, Opération antisèche (2002), ou encore Dumb and Dumberer : Quand Harry rencontra Lloyd et Sous le soleil de Toscane (2003).
En 2004, il fait son retour à a la télévision avec un épisode de New York - Unité spéciale et incarne un des amis du personnage d'Ashton Kutcher dans L'Effet papillon.
En 2005, il est présent au casting de deux films : The Amateurs et Les Seigneurs de Dogtown. L'année suivante c'est aux côtés de Denzel Washington, Elle Fanning, Paula Patton, Jim Caviezel ou encore Val Kilmer qu'il est présent dans le film Déjà vu.
En 2007, il enchaîne les rôles sur le petit écran avec les séries Dossier Smith, Urgences et Private Practice
En 2009, il apparaît dans un épisode de Psych : Enquêteur malgré lui et Grey's Anatomy. L'année suivante il participe à la mini-série Jack Wilder et la Mystérieuse Cité d'or avec Shane West et Natalie Martinez.
Après une pause de 3 ans, il revient au cinéma en 2013 avec Jobs où il retrouve Ashton Kutcher et fait également son retour l'année suivante dans la série Intelligence, il joue également dans l'avant dernière partie de la saga Hunger Games, intitulée : Hunger Games : La Révolte, partie 1.
En 2015, il reprend son rôle dans Hunger Games : La Révolte, partie 2 et intègre le casting de la première série Marvel diffusée sur Netflix : Daredevil, jusqu'en 2018. Il participe également à un épisode de The Defenders en 2017, ainsi que de Jessica Jones et Luke Cage en 2018.
En 2025, il reprend son rôle dans Daredevil: Born Again.

## Filmographie

### Cinéma
- 1987 : Les Dents de la mer 4 - La revanche (Jaws : The Revenge) de Joseph Sargent
- 1989 : Turner et Hooch (Turner & Hooch) de Roger Spottiswoode : Eric Boyett
- 1992 : Le Rêve de Bobby (Radio Flyer) de Richard Donner : Un ami de Fisher
- 1992 : Les Petits champions (The Mighty Ducks) de Stephen Herek : Fulton Reed
- 1994 : Les Petits champions 2 (D2 : The Mighty Ducks) de Sam Weisman : Fulton Reed
- 1996 : Foxfire de Annette Haywood-Carter : Bobby
- 1996 : Les Petits champions 3 (D3 : The Mighty Ducks) de Robert Lieberman : Fulton Reed
- 1998 : Les Puissants (The Mighty) de Peter Chelsom : Maxwell Kane
- 1999 : Elle est trop bien (She's All That) de Robert Iscove : Jesse Jackson
- 1999 : La Main qui tue (Idle Hands) de Rodman Flender : Pnub
- 2000 : Seul au monde (Cast Away) de Robert Zemeckis : Elden Madden
- 2001 : Manic de Jordan Melamed : Michael
- 2001 : Othello 2003 (O) de Tim Blake Nelson : Roger Rodriguez
- 2002 : Evil Alien Conquerors de Chris Matheson : Ron
- 2002 : Opération antisèche (Cheats) d'Andrew Gurland : Sammy Green
- 2003 : Dumb and Dumberer : Quand Harry rencontra Lloyd (Dumb and Dumberer : When Harry Met Lloyd) de Troy Miller : Turk
- 2003 : The Battle of Shaker Heights d'Efram Potelle et Kyle Rankin : Bart Bowland
- 2003 : Sous le soleil de Toscane (Under the Tuscan Sun) d'Audrey Wells : L'auteur
- 2004 : L'Effet papillon d'Eric Bress et J. Mackye Gruber : Lenny Kagan
- 2005 : The Amateurs de Michael Traeger : Salesman
- 2005 : Les Seigneurs de Dogtown (Lords of Dogtown) de Catherine Hardwicke : Billy Z
- 2006 : Déjà vu de Tony Scott : Gunnars
- 2009 : Un mariage presque parfait (Not since you) de Jeff Stephenson : Joey "Fudge" Fuldger
- 2013 : Jobs de Joshua Michael Stern : Andy Hertzfeld
- 2014 : Hunger Games : La Révolte, partie 1 de Francis Lawrence : Pollux
- 2015 : Hunger Games : La Révolte, partie 2 de Francis Lawrence : Pollux
- 2023 : Killers of the Flower Moon de Martin Scorsese : Duke Burkhart

### Courts métrages
- 1990 : Marilyn Hotchkiss' Ballroom Dancing and Charm School de Randall Miller : Steve Mills
- 2002 : Pack of Dogs de Ian Kessner : Sheep
- 2011 : The Death and Return of Superman de Max Landis : Doomsday

### Séries télévisées
- 1982 / 1985 : As The World Turns : Paul Ryan
- 1985 : Histoires fantastiques (Amazing Stories) : Un garçon

- 1986 : Fame : Matthew
- 1987 : What a Country : Un garçon
- 1990 : Les routes du paradis (Highway to Heaven) : Alan Bailey
- 1990 : 1st & Ten : Buddy
- 1993 : The Ben Stiller Show : Un scout
- 1996 : Sauvés par le gong : La nouvelle classe (Saved by the Bell : The New Class) : Dirk
- 2004 : New York, unité spéciale (Law & Order : Special Victims Unit) : Will Caray (saison 5, épisode 12)
- 2007 : Dossier Smith (Smith) : Matthew Marley
- 2007 : Urgences (ER) : Un homme ayant perdu un doigt
- 2007 : Private Practice : Damon
- 2009 : Psych : Enquêteur malgré lui (Psych) : Clive
- 2009 : Grey's Anatomy : Matt Smithson
- 2010 : Jack Wilder et la Mystérieuse Cité d'or (El Dorado) : Gordon Reyes
- 2014 : Intelligence : Amos Pembroke
- 2015 - 2018 : Daredevil : Franklin "Foggy" Nelson
- 2017 : Workaholics : Nipples
- 2017 : The Defenders : Franklin "Foggy" Nelson
- 2018 : Jessica Jones : Franklin "Foggy" Nelson
- 2018 : Luke Cage : Franklin "Foggy" Nelson
- 2025 : Daredevil: Born Again : Franklin "Foggy" Nelson
- 2025 : Esprits criminels : Clyde Smets (saison 18, épisode 2)

### Téléfilms
- 1988 : Elvis and Me de Larry Peerce : Don Beaulieu, à l'âge de 10 ans
- 1999 : Le Don de l'amour (A Gift of Love : The Daniel Huffman Story) de John Korty : Daniel Huffman